# Пинал
Пинал — река в России, протекает по Тоншаевскому району Нижегородской области. Устье реки находится в 260 км от устья Пижмы по левому берегу. Длина реки составляет 17 км.
Исток реки в лесах в 6 км к северо-западу от посёлка Шайгино. Неподалёку от истока Пинала находятся верховья реки Малая Какша, здесь проходит водораздел бассейнов Вятки и Ветлуги. Течёт на северо-восток, всё течение реки проходит по ненаселённому заболоченному лесу. Впадает в Пижму в 8 км к западу от посёлка Пижма.

## Данные водного реестра
По данным государственного водного реестра России относится к Камскому бассейновому округу, водохозяйственный участок реки — Вятка от города Котельнич до водомерного поста посёлка городского типа Аркуль, речной подбассейн реки — Вятка. Речной бассейн реки — Кама.
Код объекта в государственном водном реестре — 10010300412111100036429.